# The Loner
«The Loner» es una canción del músico canadiense Neil Young, publicada como primer sencillo de su carrera en solitario por la compañía discográfica Reprise Records. La canción fue también publicada en su álbum debut, Neil Young, en noviembre de 1968. Tanto «The Loner» como su cara B, «Sugar Mountain», grabada en directo en el Canterbury House de Ann Arbor (Míchigan), fueron incluidos en el recopilatorio Decade (1977).

## Historia
«The Loner» fue escrita durante los últimos meses de existencia del grupo Buffalo Springfield. Grabado con Jim Messina al bajo y George Grantham a la batería, es la primera canción producida por David Briggs, con quien el músico colaboró hasta su fallecimiento. La orquestación fue arreglada por David Blumberg, a quien Young conoció a través de Briggs.
La revista Rolling Stone comentó sobre la canción: «"The Loner" es un lamento contemporáneo que cuenta con una buena mezcla de la guitarra de Young con una orquestación de forma no intrusiva. Junto con «The Old Laughing Lady», «The Loner» es una de las canciones incluidas en Neil Young frecuentemente interpretadas en directo.